# Ян Боруковський
Ян Боруковський гербу Юноша (нар. 1524, Боруков — пом. 13 чи 15 квітня 1584, Селюнь) — польський римо-католицький і державний діяч; перемишльський єпископ (1583–1584); секретар королівський (1553–1578), підканцлер коронний (1578–1584).

## Життєпис
Народився Ян 1524 року у Борукові у сім'ї Теренц'юша (пол. Terencjusz Зємака Бєлінського чи Богдана та Анни чи Ельжбети Ленковської. Мав брата Пйотра (пом. 1587) — каноніка й абата плоцького.
За молодих років Ян обрав прізвище Боруковський, підписувався Бєлінським з Борукова. Імовірно, за сприяння дядька Яна Бєлінського, секретаря королівського й єпископа плоцького, Ян 23 квітня 1542 року розпочав навчання у Краківській академії.

### Політична кар'єра
Після навчання у Кракові, Ян Боруховський почав працювати у королівській канцелярії. Був королівським секретарем (з 1553 року). Під час Люблінського сейму 1569 року брав участь у підписанні акту приєднання до Корони Підляшшя, Волині та Київщини. Протягом 1569–1570 років обіймав уряд люстратора королівських маєтків у Мазовії.
1575 року підписав елекцію Максиміліана II. 1576 року підписав «Pacta conventa» короля Стефана Баторія, звідтоді був його близьким помічником.
Протягом 1578–1584 років Ян Боруковський займав уряд підканцлера коронного. Він користувався повною довірою монарха, великого канцлера та тих, хто з ним працював і контактував.

### Церковна кар'єра
На початку своєї церковної кар'єри Ян Боруковський був пробстом у родовому гнізді матері — Ленках чи Ленкові. Пізніше займав ряд церковних посад: пробста у Карнюві, Пшасниші (1557), Ленчиці (1568), Плоцьку (1578); каноніка плоцького (1553), познанського (1559), варшавського (1564), краківського (1567); декана варшавської капітули (1578).
Король Стефан Баторій призначив свого вірного помічника перемишльським єпископом. Провізію папську отримав 23 березня 1583 року, приступив до виконання обов'язків 10 червня 1583 року. Загалом йому не вдалося результативно протидіти впливу Реформації, проте він дбав про дисципліну серед духовенства та реорганізував соборну капітулу.
Помер, за різними даними, 13 чи 15 квітня 1584 року. Був похований у каплиці Боруковських і Лелевельських парафіяльного костелу святого Роха у Цексині, гроші на відбудову якого вони разом із братом Пйотром виділяли раніше.